# Cryptopygus quadrioculatus
Cryptopygus quadrioculatus är en urinsektsart som först beskrevs av Rapoport 1963.  Cryptopygus quadrioculatus ingår i släktet Cryptopygus och familjen Isotomidae. Inga underarter finns listade i Catalogue of Life.